# Arriarán-Stausee
Der Arriaran-Stausee oder Arriarán-Stausee (Bask. Arriarango urtegia, spa. Embalse de Arriarán) ist ein Damm in der Region Arriaran in der Stadt Beasáin in Guipúzcoa. Der Bau des Bauwerks wurde 1993 mit der Unterstützung des Provinzrats von Guipúzcoa abgeschlossen.
Der Damm wurde gebaut, um den jährlichen Verbrauch von 2.355.000 m³ zu decken und 33.971 Einwohner der Region Goyerri mit Wasser zu versorgen. Im Einzelnen sind es folgende Gemeinden: Ormaiztegui, Segura, Idiazábal, Olaberría, Beasáin, Villafranca de Ordizia, Lazcano, Isasondo, Arama, Alzaga, Orendáin, Gainza, Baliarrain y Legorreta.
Der Arriaran-Stausee wird aus herkömmlichem Beton gebaut. Der Staudamm hat eine Höhe von 57 Metern, eine Regulierungskapazität von etwa 250 l/s und ein Einzugsgebiet von 11 km².
Am Rande des Stausees, genau an den Seiten des rampenförmigen Überlaufs, steht eine Skulptur von Néstor Basterretxea, die den Damm im abstrakten Stil der Moderne krönt.
Das Projekt wurde gemeinsam mit dem Ingenieur José María Elosegui Amundarain durchgeführt, der ein anderes Mal auch mit Eduardo Chillida zusammenarbeitete.

## Galerie

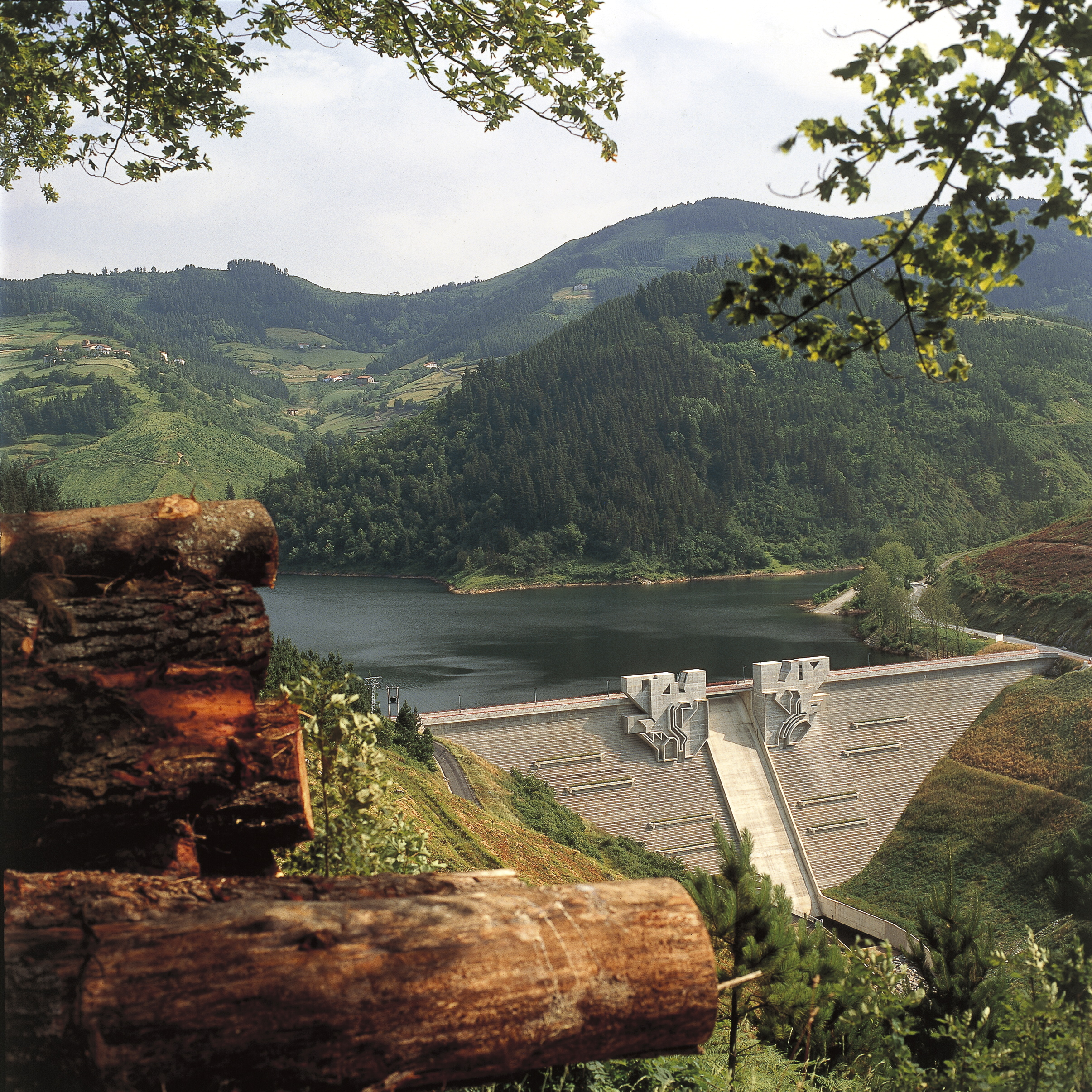
Arriarango urtegia. 2012
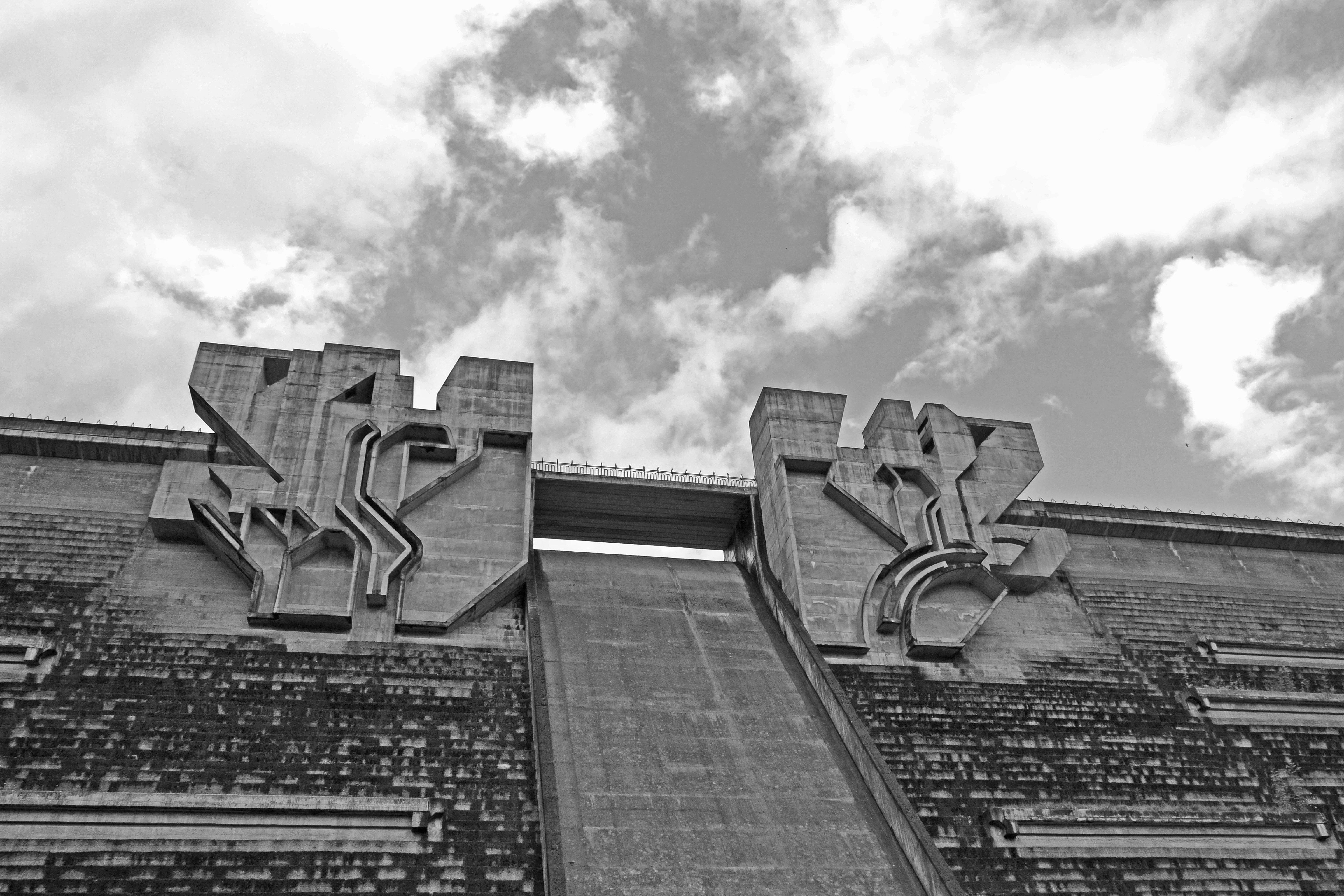
Skulpturen von Nestor Basterretxea
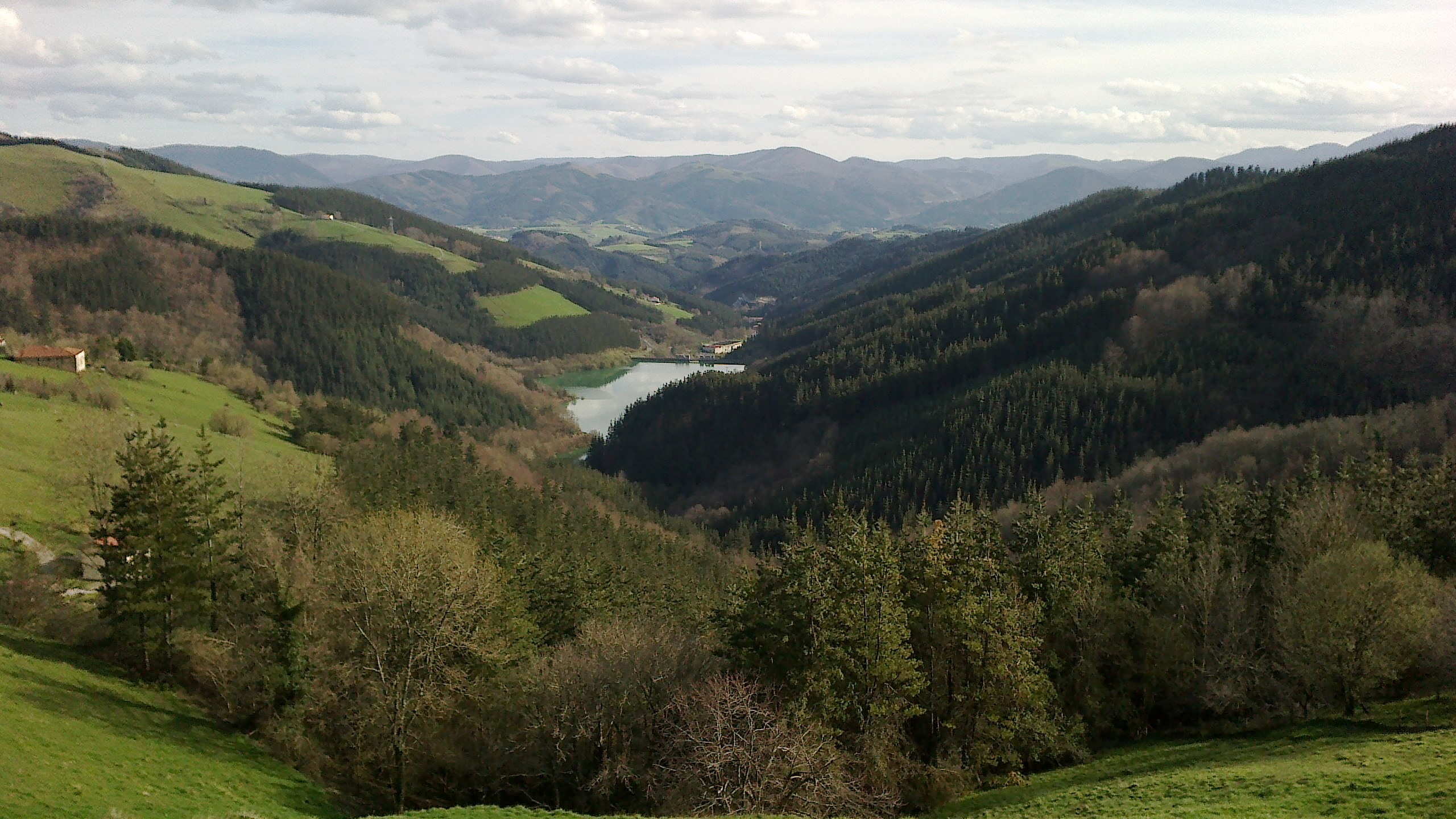
Arriaran-Stausee (Beasain, Gipuzkoa)
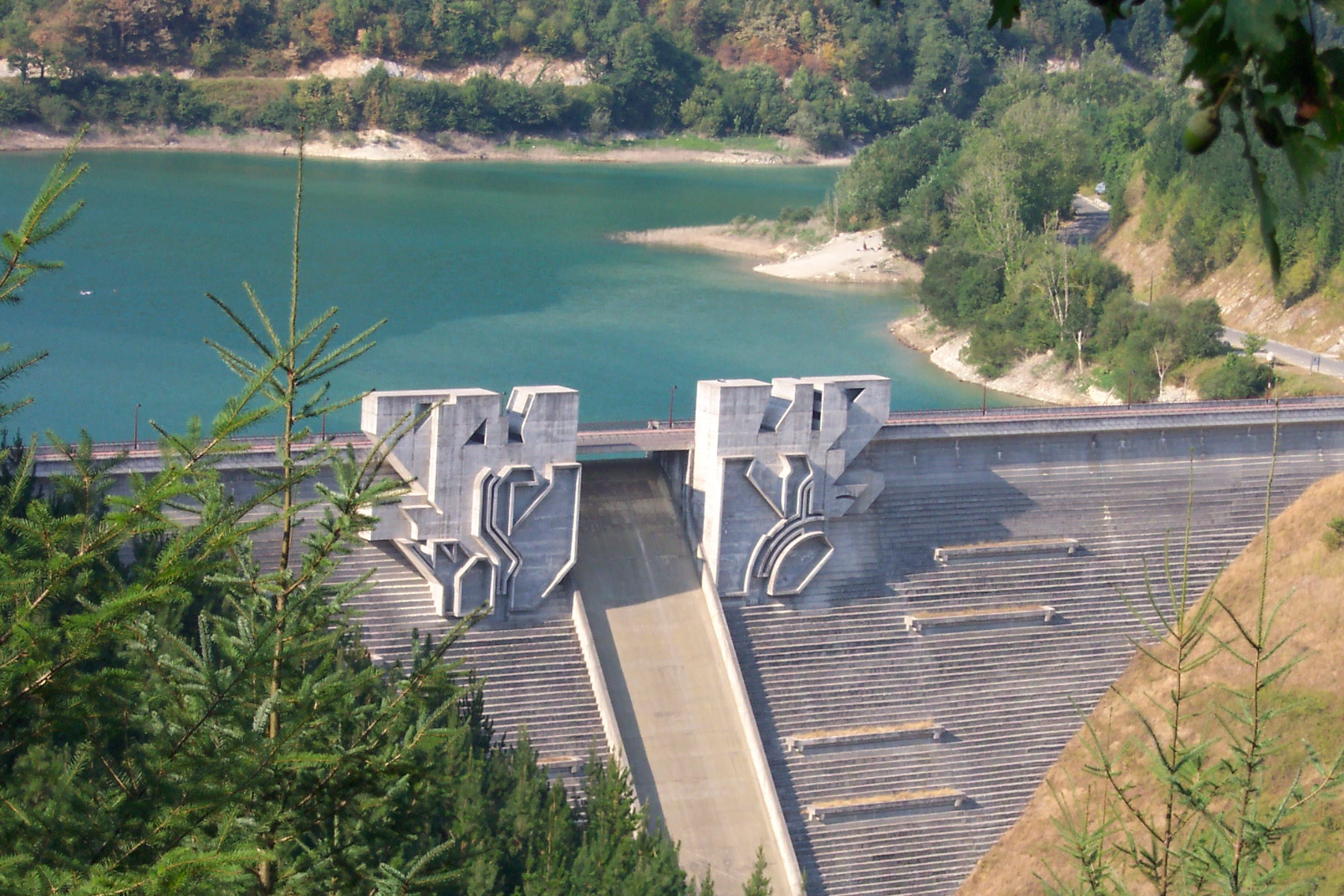
Arriarán-Stausee